# Дом Древицкого
Дом Древицкого — старинный особняк в Таганроге (ул. Фрунзе, 23), памятник архитектуры 1840-х годов. Относился к памятникам архитектуры, входит в число объектов культурного наследия Российской Федерации под кодом 6101267000.

## Архитектурные особенности
Двухэтажный особняк был выстроен в стиле неоклассицизма. По фасаду в обоих этажах по 6 окон. В межэтажном пространстве под окнами имелись барельефы с изображением львиных голов. Помещения были оборудованы изящными каминами. Потолки украшала лепка.

## История
Особняк был построен в 1840 году. Владельцы: 1873 год — коллежский регистратор Ф. Серебряков, 1880 год — коллежский асессор Яковенко, 1890 год — турецкий купец Н. Самар-Оглы, 1898 год — Н. К. Мумулов (открыл в здании табачную фабрику), с 1906 по 1912 год — управляющий Таганрогским филиалом Российского пароходного общества И. Я. Древицкий. С 1912 по 1925 год особняк принадлежал наследникам Древицкого.
В 1925 году дом был национализирован и разделен на коммунальные квартиры. Без должного ухода дом ветшал и к концу 1980-х годов жильцы были отселены, а сам дом пребывал в аварийном состоянии. В 1991 году дом был передан Таганрогскому рыбоперерабатывающему заводу (директор Н. И. Демьяненко). Местные жители называли руинированные остатки дома «графскими развалинами». В марте 2002 года о своих планах выстроить на месте Дома Древицкого новый жилой дом с сохранением исторического фасада заявила компания ООО «Эксперт-Юг».
Окончательно дом Древицкого был уничтожен в 2002 году.
На месте дома Древицкого застройщиком ООО «Веста-Д» (директор В. П. Дащенко) с 2005 по 2007 год был выстроен четырёхэтажный многоквартирный жилой дом вызывающе убогой наружности. Поскольку разрешение на производство работ по реконструкции (строительству) объекта культурного наследия Министерством культуры области не выдавалось, застройщик был признан виновным в совершении административного правонарушения и ему в ноябре 2007 года было назначено наказания в виде штрафа.